# Megaselia luisieri
Megaselia luisieri är en tvåvingeart som beskrevs av Schmitz 1939. Megaselia luisieri ingår i släktet Megaselia och familjen puckelflugor. Inga underarter finns listade i Catalogue of Life.